# Kazimierz Smoroński
Kazimierz Smoroński (ur. 18 lutego 1889 w Nowym Rybiu, zm. 22 maja 1942 w Auschwitz-Birkenau) – redemptorysta, biblista, redaktor, Sługa Boży Kościoła katolickiego.

## Życiorys
Był jednym z pięciorga dzieci Jana i Marianny z Kajów. W latach 1899–1902 kształcił się w gimnazjum w Nowym Sączu, potem wstąpił do małego seminarium ojców redemptorystów w Tuchowie. W 1905 rozpoczął nowicjat w Mościskach, tam też w następnym roku złożył profesję zakonną, po czym został przyjęty do studentatu (seminarium duchownego) polskiej prowincji redemptorystów. 2 lipca 1911 w Krakowie otrzymał święcenia kapłańskie. Rok później wysłany został do Rzymu, gdzie studiował w Papieskim Instytucie Biblijnym.
Po wybuchu I wojny światowej o. Smoroński udał się do Wiednia, gdzie został kapelanem w szpitalu wojskowym przy Schwarzenbergskaserne. W połowie 1915 powrócił do kraju i objął w Maksymówce wykłady z zakresu Pisma Świętego. W 1921 osiadł na stałe w Tuchowie. Tam prowadził działalność duszpasterską, był ponadto redaktorem Chorągwi Maryi, założycielem i pierwszym redaktorem czasopisma dla kapłanów Homo Dei (1932) oraz autorem licznych artykułów z zakresu biblistyki, homiletyki, ascetyki i mariologii.
W czasie II wojny światowej o. Smoroński z myślą o Polakach wywiezionych na roboty do Niemiec opracował specjalną broszurę mającą ułatwić im tam spowiedź. Niestety niemiecka cenzura nie zgodziła się na jej wydanie. Zakonnik współpracował w akcji ratowania Żydów z Siedlisk koło Tuchowa. Oprócz tego prowadził obfitą korespondencję z redemptorystami z kraju i zagranicy, w której informował o bieżących wydarzeniach w Generalnym Gubernatorstwie. Korespondencja ta doprowadziła do aresztowania Smorońskiego przez Gestapo w dniu 6 lutego 1942. Początkowo zakonnik więziony był w Tarnowie, gdzie został ciężko pobity, a od 16 kwietnia w niemieckim obozie zagłady Auschwitz-Birkenau. Tam ponownie pobity zmarł w szpitalu obozowym w nocy z 21 na 22 maja 1942. W maju 2002 roku rozpoczął się jego proces beatyfikacyjny. 